# 奈杰尔·希钦
奈杰尔·希钦（英語：Nigel James Hitchin，1946年8月2日—），皇家学会院士，是英国数学家和牛津大学萨维尔几何学教授，专攻微分几何，代数几何和数学物理。

## 荣誉和奖励
1991年他被选举为皇家学会院士。
2003年，他被授予由巴斯大学荣誉学位（理学博士）。
1998年他被选举进入牛津大学耶稣学院名誉院士名单。并相继获得贝里克奖 (1990), 西尔维斯特奖章 (2000) and the 波利亚奖 (2002)表彰他做出的杰出贡献。在他60岁生日之际，还特地举办会议，与2006年在西班牙国际数学家大会结合了起来。
2012年他被选举为美国数学学会会士。
2014年，他被授予由华威大学荣誉学位（理学博士）。
2016年他获得了邵逸夫奖数学科学奖。